# نفل عنتابي
النفل العنتابي (باللاتينية: Trifolium aintabense) نوع نباتي من جنس النفل من الفصيلة البقولية.

## الموئل والانتشار
موطنه الأصلي بلاد الشام وتركيا.